# Сурсийский собор (589)
Сурсийский собор (Сорсийский собор) — поместный собор, проведённый в 589 году на вилле Сурси (или Сорси) во Франкском государстве.
Рядом постановлений галльских соборов, стремившихся консолидировать франский и галло-римский этносы, в том числе через антисемитизм, проживавшие во Франкском государстве евреи ограничивались в различных правах. Проведённый в 589 году Сурсийский собор постановил, что они — под угрозой наложения штрафа — не могут хоронить своих покойников с пением. По замечанию В. В. Солодовникова, такое ограничение носит «откровенно бессовестный.. характер», тем более что организованный в этом же году Нарбонский собор такое право за исповедовавшими иудаизм оставил. Также участниками Сурсийского синода, как и ряда других, была подтверждёна недопустимость языческих обычаев. Эти запреты, касавшиеся обычно исполнения ритуальных танцев и пений, относились как к сохранявшимся в Галлии язычникам, так и к христианам. Виновные в нарушении свободные лица (очевидно, речь о христианах) приговаривались к покаянию, а рабы — к наказанию розгами собственными же хозяевами. Таким образом, как отметил В. В. Солодовников, эта санкция носила характер социально ориентированной. При этом так как физическое наказание для раба не зависело от его вероисповедания, то выпороть его обязан был и хозяин-язычник, что является одним «из наиболее ярких примеров некоей парадоксальности соборных решений Галльской церкви».
Григорий Турский в «Истории франков» утверждал, в Сурсийском соборе участвовал и епископ Суасона Дроктигизил, ранее изгнанный из своей епархии за то, что «как говорят, из-за чрезмерного пьянства четыре года назад потерял рассудок».

## Комментарии
1. ↑  Точное место нахождения виллы неизвестно. В латиноязычных источниках она упоминается под названием Sauriacum. Возможно, она располагалась вблизи Виллер-ан-Прейера или Сорси-Ботемона[1].